# Hahnia himalayaensis
Hahnia himalayaensis là một loài nhện trong họ Hahniidae.
Loài này thuộc chi Hahnia. Hahnia himalayaensis được miêu tả năm 1990 bởi Hu & Zhang.